# Deux pièces jamaïcaines

Les Deux pièces jamaïcaines sont une suite orchestrale écrite en 1938 par le compositeur australien Arthur Benjamin et employant des mélodies originaires des Caraïbes. Il y a deux parties, Chanson jamaïcaine et Rumba jamaïcaine.  
Cette dernière est devenue l'œuvre la plus populaire de Benjamin et elle est fréquemment entendue dans un arrangement du compositeur pour deux pianos, ou encore pour violon et piano.

## Source
- David Ewen, Encyclopedia of Concert Music. New York; Hill and Wang, 1959.

## Référence
- (en) Cet article est partiellement ou en totalité issu de l’article de Wikipédia en anglais intitulé « Two Jamaican Pieces » (voir la liste des auteurs).